# Nesselsdorf L
Der Nesselsdorf L war ein Nachfolger der PKW-Typen D und F, den die Nesselsdorfer Wagenbau-Fabriks-Gesellschaft 1906 parallel um Typ J 30 herausbrachte.
Das Fahrzeug hatte einen seitengesteuerten Vierzylinder-Reihenmotor mit L-Zylinderköpfen. Der Motor hatte einen Hubraum von 4506 bis 4940 cm³, eine Leistung zwischen 25 und 30 PS (18,4–22 kW) und war vorne unter der Motorhaube eingebaut. Dieser vollkommen neue Motor war von Ingenieur Lang 1904/1905 als Antrieb für Lastwagen entwickelt worden und hatte nach wie vor eine Magnet-Abreißzündung. Die erreichbare Höchstgeschwindigkeit des 1515 kg schweren Wagens lag bei 70 km/h. Es gab vier- und sechssitzige Tonneauaufbauten.
Die L-Form der Zylinderköpfe führte zu einem sehr komplizierten Ventiltrieb mit vielen bewegten Teilen. Diese Auslegung führte zusammen mit der veralteten Abreißzündung zu gegenüber den T-Köpfen des Typs J 30 zu schlechteren Leistungswerten. 1911 verschwand dieses Konstruktionsprinzip daher wieder aus den Wagen der Marke.